# Cucullia retecta
Cucullia retecta là một loài bướm đêm trong họ Noctuidae.